# Jesuânia
Jesuânia este un oraș în Minas Gerais (MG), Brazilia.